# Диржа
Диржа (рум. Dârja) — село у повіті Клуж в Румунії. Входить до складу комуни Пантічеу.
Село розташоване на відстані 346 км на північний захід від Бухареста, 26 км на північ від Клуж-Напоки.

## Населення
За даними перепису населення 2002 року у селі проживали 246 осіб.
Національний склад населення села:
| Національність | Кількість осіб | Відсоток |
| -------------- | -------------- | -------- |
| румуни         | 213            | 86,6%    |
| цигани         | 26             | 10,6%    |
| угорці         | 7              | 2,8%     |

Рідною мовою назвали:
| Мова      | Кількість осіб | Відсоток |
| --------- | -------------- | -------- |
| румунська | 212            | 86,2%    |
| циганська | 27             | 11,0%    |
| угорська  | 7              | 2,8%     |